# Universidad Peruana Cayetano Heredia
Die Universität Cayetano Heredia (UPCH oder einfach Cayetano Heredia) ist eine private und gemeinnützige Universität in Lima, Peru. Sie wurde zu Ehren von Cayetano Heredia, einem der bedeutendsten peruanischen Ärzte des 19. Jahrhunderts, benannt. Die Universität wird von einem Kuratorium (patronato) geleitet und befindet sich nicht im Besitz einer privaten oder staatlichen Einrichtung. Sie gilt neben der Fakultät für Medizin "San Fernando" der Nationalen Universität San Marcos als eine der besten medizinischen Fakultäten Perus und ist derzeit einer der wichtigsten Produzenten und Herausgeber wissenschaftlicher Forschung im Land.

## Geschichte
Die Universität wurde 1961 von einer Gruppe von Professoren und Studenten der Medizinischen Fakultät der Hauptnationaluniversität San Marcos in Lima gegründet. Diese Gruppe von Studenten und Professoren drückte ihre entschiedene Ablehnung der Gesetzgebung aus, die von der Amerikanische Volksrevolutionäre Allianz inspiriert wurde, einer politischen Partei, die an der absoluten Kontrolle des Universitätssystems im Lande interessiert ist. Die Gesetzgebung befürwortete die „Mitverwaltung“ aller staatlichen Universitäten durch das so genannte „studentische Drittel“, was den akademischen Betrieb politisieren würde. Die abweichende Gruppe wurde von Honorio Delgado und Alberto Hurtado, Dekan der medizinischen Fakultät der San Marcos, angeführt. Da ihre Kampagne zum Erhalt der akademischen Ausbildung scheiterte, blieb den mehr als 400 Fakultätsmitgliedern nichts anderes übrig, als massenhaft zu kündigen und die neue medizinische Fakultät als private, gemeinnützige akademische Einrichtung zu gründen.
Am 22. September wurde das Dekret zur Genehmigung der neuen Universitätsschule mit dem Namen Private Peruanische Universität für Medizinische und Biologische Wissenschaften verkündet. Die offizielle Einweihung der neuen Universität fand am 18. Juni 1962 mit Unterstützung des Präsidenten der Republik Manuel Prado Ugarteche, statt.
Am 24. Februar 1965 änderte die Einrichtung ihren Namen in den heutigen: Universität Cayetano Heredia.
Der erste Unterricht begann im April 1962 im alten Sitz des Colegio Sagrados Corazones Belén del Jirón de la Unión, und nach der Eröffnung des Nationalen Krankenhauses Cayetano Heredia im Jahr 1967 zog man 1968 in den neuen Sitz von San Martín de Porres um.
Einige haben behauptet, dass diese Ereignisse Gegenstand „vorheriger Absprachen“ waren, was unter den damaligen politischen Bedingungen praktisch unmöglich gewesen wäre. 47 Jahre später sind Cayetano Heredia und San Marcos die renommiertesten medizinischen Fakultäten in Peru.

## Vaccine-Gate Fall
Der Vaccine-Gate-Fall (spanisch Vacunagate) ist ein Korruptionsfall, der sich in der zweiten Jahreshälfte 2020 und Anfang 2021 im Zusammenhang mit 1000 COVID-19-Impfstoff-dosen des Pharmaunternehmens Sinopharm ereignete, die der Universität Cayetano Heredia inoffiziell für klinische Studien der Phase 3 zur Verfügung gestellt wurden. Die übrig gebliebenen Dosen wurden an hochrangige Beamte des peruanischen Staates, darunter der damalige Präsident der Republik Peru Martín Vizcarra, und seine Gesundheitsministerin Pilar Mazzetti verteilt. Mitarbeiter des Forschungsprojekts zur Verwendung des Impfstoffs in der peruanischen Bevölkerung und hohe Universitätsbeamte, darunter der Rektor der Universität Luis Varela Pinedo, sein Vizerektor José Ronald Espinoza Babilón und die Forscherin und Ex-Ministerin Patricia J. Garcia, mussten neben anderen Verantwortlichen des Bildungszentrums am 18. Februar als Folge des Skandals zurücktreten. Am 16. Februar verschlimmerte sich die Situation, als bekannt wurde, dass Germán Málaga Rodríguez, Projektleiter in der Zentrale von Cayetano Heredia, 40 Personen, sich selbst und einem stellvertretenden Minister, drei Dosen unrechtmäßig und ohne schriftliche Genehmigung verabreicht hatte. Am 19. Februar, nach einer Inspektion, bei der verschiedene Unregelmäßigkeiten festgestellt wurden, die gegen das Studienprotokoll, die gute Praxis und ethische Standards verstießen, beschloss das Nationale Gesundheitsinstitut von Peru die Abreise des verantwortlichen Hauptprüfers Germán Málaga und setzte die Universität als Zentrum für die Durchführung neuer klinischer Studien aus.